# Urap

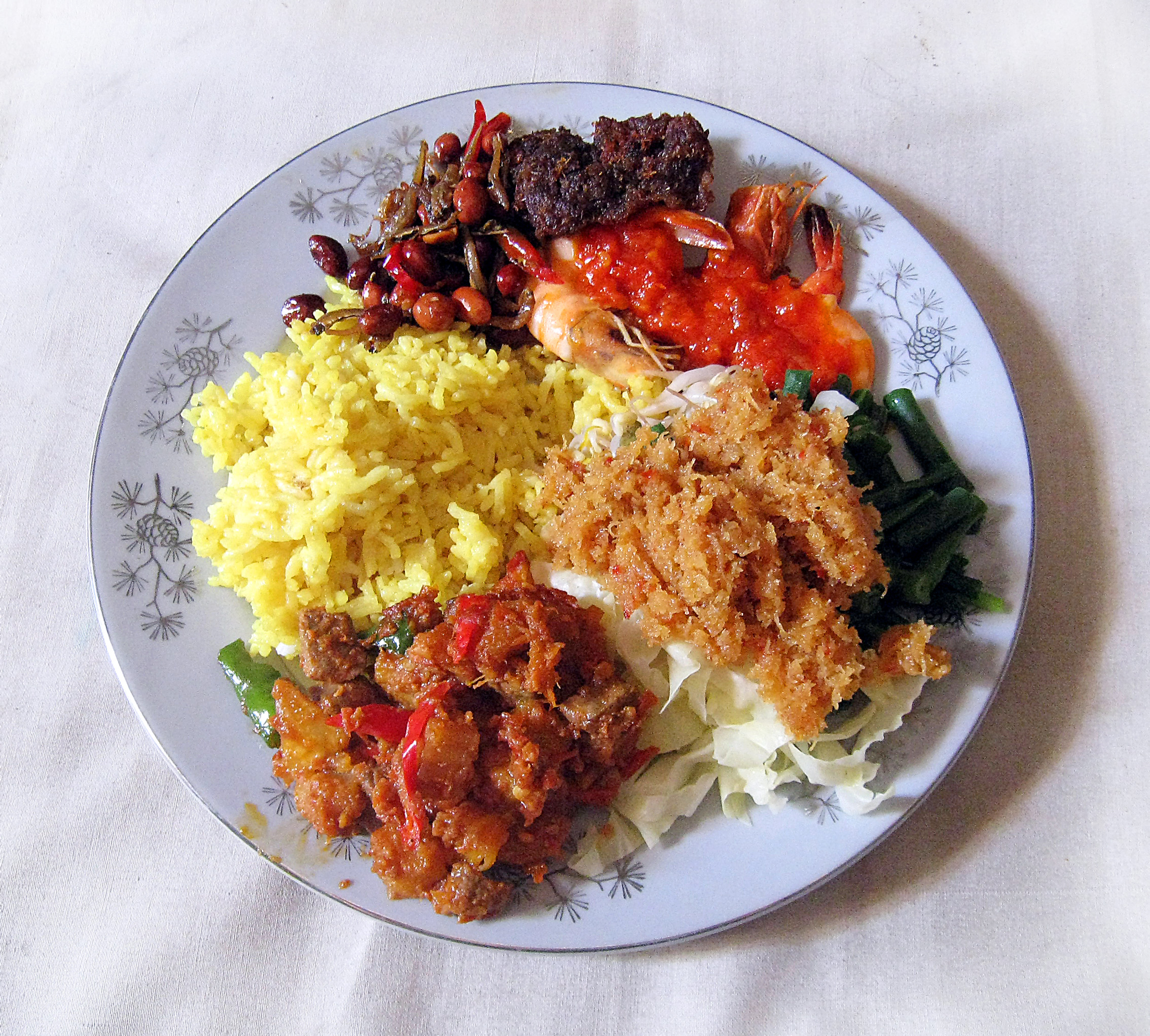
Urap (à droite) dans un nasi kuning.

L'urap (parfois appelé urab, au pluriel urap-urap) est une salade de légumes cuits mélangés et assaisonnée de noix de coco.
C'est un plat commun de la cuisine indonésienne, plus précisément de la cuisine javanaise. L'urap peut être consommé en plat principal dans un repas végétarien ou comme accompagnement. Dans la cuisine balinaise, il est appelé urab sayur.

## Ingrédients
Les légumes utilisés dans un urap sont l'épinard, l'épinard d'eau, des feuilles de manioc, des feuilles de papaye, des haricots verts chinois, des pousses de haricots mungo, et du chou. Dans la plupart des recettes, il est rajouté de la chair de vieilles noix de coco (seroundeng). La noix de coco râpée est assaisonnée avec de l'échalote, de l'ail, du piment rouge, du jus de tamarin, du galanga, du sel et du sucre de noix de coco.